# Simona Vietina
Simona Vietina (Viareggio, 30 ottobre 1970) è una politica italiana.

## Biografia
Nata a Viareggio (Lucca), ma vive a Tredozio (Forlì). Diplomata in ragioneria, ha conseguito una qualifica professionale regionale di operatore della grande distribuzione e successivamente, presso la facoltà di Scienze della formazione dell'Università degli studi di Firenze, dapprima la laurea in Formatore multimediale, cum laude, quindi la laurea magistrale in Scienze dell'educazione degli adulti e della formazione continua.

È  insegnante di ruolo presso l’I.T.C.G. “A. Oriani” di Faenza, ma attualmente lavora presso l’istituto professione dei Servizi Commerciali Persolino-Strocchi.

### Attività politica
Eletta Sindaco del Comune di Tredozio (FC) nel 2014, riconfermata nel 2019, ruolo che continua a ricoprire anche durante il mandato di parlamentare.
Ha ricoperto incarichi nella ex Comunità Montana “Acquacheta Romagna Toscana” nonché nell'Unione dei Comuni della Romagna Forlivese.
Dal 2022 è stata nominata membro del Consiglio Direttivo del Parco Nazionale Foreste Casentinesi, Monte Falterona e Campigna.

#### Elezione a deputato
Alle elezioni politiche del 2018 viene eletta alla Camera dei Deputati, nel collegio uninominale di Cesena, sostenuta dalla coalizione di centro-destra (in quota Forza Italia).
Nel 2018 entra a far parte della XVI commissione permanente alla Camera "Politiche dell'Unione Europea".
Nel 2020 diventa membro della VII commissione permanente alla Camera "Cultura, Scienza e Istruzione", incarico che ricopre attualmente.
È presidente della Sezione Bilaterale di amicizia con la Bulgaria della Camera dei Deputati.
Il 27 maggio 2021 aderisce a Coraggio Italia, il nuovo partito fondato dal sindaco di Venezia Luigi Brugnaro insieme al presidente della Liguria Giovanni Toti e a numerosi parlamentari di diversa provenienza (M5S, Forza Italia, Cambiamo!-Popolo Protagonista, Lega e Centro Democratico). La Vietina diventa delegato d’aula del gruppo alla Camera e dal 18 novembre è coordinatrice del partito in Emilia-Romagna. Il 16 giugno 2022 abbandona Coraggio Italia ed aderisce al Gruppo misto.
Il 23 giugno 2022 aderisce all'associazione "Vinciamo Italia" costituita da Marco Marin con cui il 28 giugno formano la componente "Vinciamo Italia - Italia al Centro con Toti". Il 9 agosto aderisce al partito di Toti diventandone membro del consiglio direttivo.
Alle elezioni politiche anticipate del 25 settembre viene candidata per il Senato nel collegio plurinominale dell'Emilia-Romagna come capolista di Noi moderati, lista composta da Coraggio Italia, Italia al Centro, Noi con l’Italia e UdC non risultando eletta poiché la lista non supera la soglia di sbarramento del 3%.